# Murhanpur, Raichur
Murhanpur là một làng thuộc tehsil Raichur, huyện Raichur, bang Karnataka, Ấn Độ.